# 天空體育F1台
天空體育F1台（英語：Sky Sports F1）是英國天空廣播所屬的一級方程式賽車電視頻道，天空有著在2012年賽季至2029年賽季間的英國轉播權。

## 外部連結
- 官方网站
- 一級方程式賽車官方網站
- 天空體育F1台的X（前Twitter）